# Verein Deutscher Ingenieure
Verein Deutscher Ingenieure (VDI) – wielobranżowe stowarzyszenie inżynierów niemieckich z siedzibą w Düsseldorfie, założone w 1856 r..

## Historia
Założycielskie spotkanie VDI odbyło się 12 maja 1856 roku w uzdrowiskowej miejscowości Alexisbad (w okolicy Selke-Aue i Halberstadt, pogórze Harzu). Powstało z inicjatywy Akademickiego Stowarzyszenia Hütte e. V. w Berlinie i jego sympatyków; byli wśród nich m.in. Karl Friedrich Euler, Franz Grashof, Heinrich Caro, Richard Peters, Joseph Pützer, Wilhelm Kankelwitz, Heinrich Braunschweig, Wilhelm Sudhaus. Do grona inicjatorów przyłączył się m.in. Hermann Gruson. 
Zatwierdzono statut VDI, w którym stwierdzono, że celem Stowarzyszenia jest zacieśnienie więzi między inżynierami, sprzyjające wzajemnej stymulacji, a w konsekwencji – rozwojowi niemieckiego przemysłu:

Der Verein bezweckt ein inniges Zusammenwirken der geistigen Kräfte deutscher Technik zur gegenseitigen Anregung und Fortbilung im Interesse der gesamten Industrie Deutschlands.

Już przed końcem roku 1856 powstało sześć oddziałów stowarzyszenia – Saarbrücken, Niederrheinische, Berliner, Aachener, Pfalz-Saarbrücker i Westfälische Bezirksverein. Pierwszy numer czasopisma VDI, redagowany przez Franza Grashofa, ukazał się 1 stycznia 1857.
Pierwszy tytuł członka honorowego VDI otrzymał w 1860 r. Julius Weisbach. W lipcu 1863 powstał oddział w Mannheim, czego inicjatorem był Richard Peters, dyrektor DuPont & Dreyfus w St Johann-Saarbrücken (przeróbka węgla i koksownia). Następcami Karla Friedricha Eulera, pierwszego przewodniczącego stowarzyszenia, byli m.in. Gotthilf Kuhn (1872), Eugen Langen (1873), Rudolf Wolf (1888), Ernst Kuhn (1894–1896). Hermann Gruson, jeden z założycieli VDI i członek zarządu w latach 1863–1865, otrzymał w roku 1894 Grashoff Medal – najwyższą nagrodę VDI. W roku 1880 na Walnym Zgromadzeniu VDI wydzielono z jego struktur stowarzyszenie hutnictwa żelaza i stali.
W XX w. prezydentami VDI byli: Carl von Linde (1904–1905), Oskar von Miller (1912–1914), Fritz Todt (1939–1942), Hans Bluhm (1947–1952), Hans Schuberth (1953–1956), Gerhard Wilhelm Becker (1978–1982), Karl Eugen Becker (1983–1988), Joachim Pöppel (1989–1991), Klaus Czeguhn (1992–1994), Hans-Jürgen Warnecke (1995–1997), Hubertus Christ (1998–2003), Eike Lehmann (2004–2007), Bruno O. Braun (od 2007).
Od roku 1902 VDI wspomagało prace Conrada Matschossa, badacza silnika parowego, który w 1906 r. został zatrudniony na stałe. Stowarzyszenie sfinansowało publikację jego znanego dzieła pt. Entwicklung der Dampfmaschine (wyd. 1908). W następnych latach C. Matschoss był wicedyrektorem, z następnie – od roku 1916 – dyrektorem VDI. W 1916 r. Grashoff Medal otrzymał Wilhelm Schmidt, specjalista w dziedzinie technik wysokociśnieniowych, a w 1916 r. Wilhelm Maybach – za wkład w rozwój pojazdów silnikowych (zob. Maybach, silnik spalinowy).
Pierwsze VDI-Richtlinien (wytyczne techniczne VDI, ang. VDI Guidelines) dotyczyły kotłów parowych i silników. Zostały wydane już w 1884 r..
12 maja 1931 r., z okazji 75-lecia istnienia VDI, wybudowano w Alexisbad pomnik, na którym wymieniono nazwiska założycieli.
W czasie II wojny światowej, od roku 1939 do śmierci w roku 1942, Stowarzyszeniem kierował dr inż. Fritz Todt (Sachbearbeiter für Technik und Straßenbau beim Reichsbeauftragten des Stellvertreters des Führers). Po zwycięstwie aliantów VDI rozpoczęło działalność w Düsseldorfie. W latach 1947–1952 dyrektorem był Hans Bluhm. Szybko rosła liczba członków VDI (21 091 w 1950, 41 394 w 1960, ok. 62 956 w 1970) i zakres jego działalności. 
12 maja 1981 r. – w 125. rocznicę utworzenia Stowarzyszenia – monument upamiętniający jego założycieli przeniesiono z Alexisbad i umieszczono przed budynkiem VDI w Düsseldorfie.

## Współczesny zakres działalności

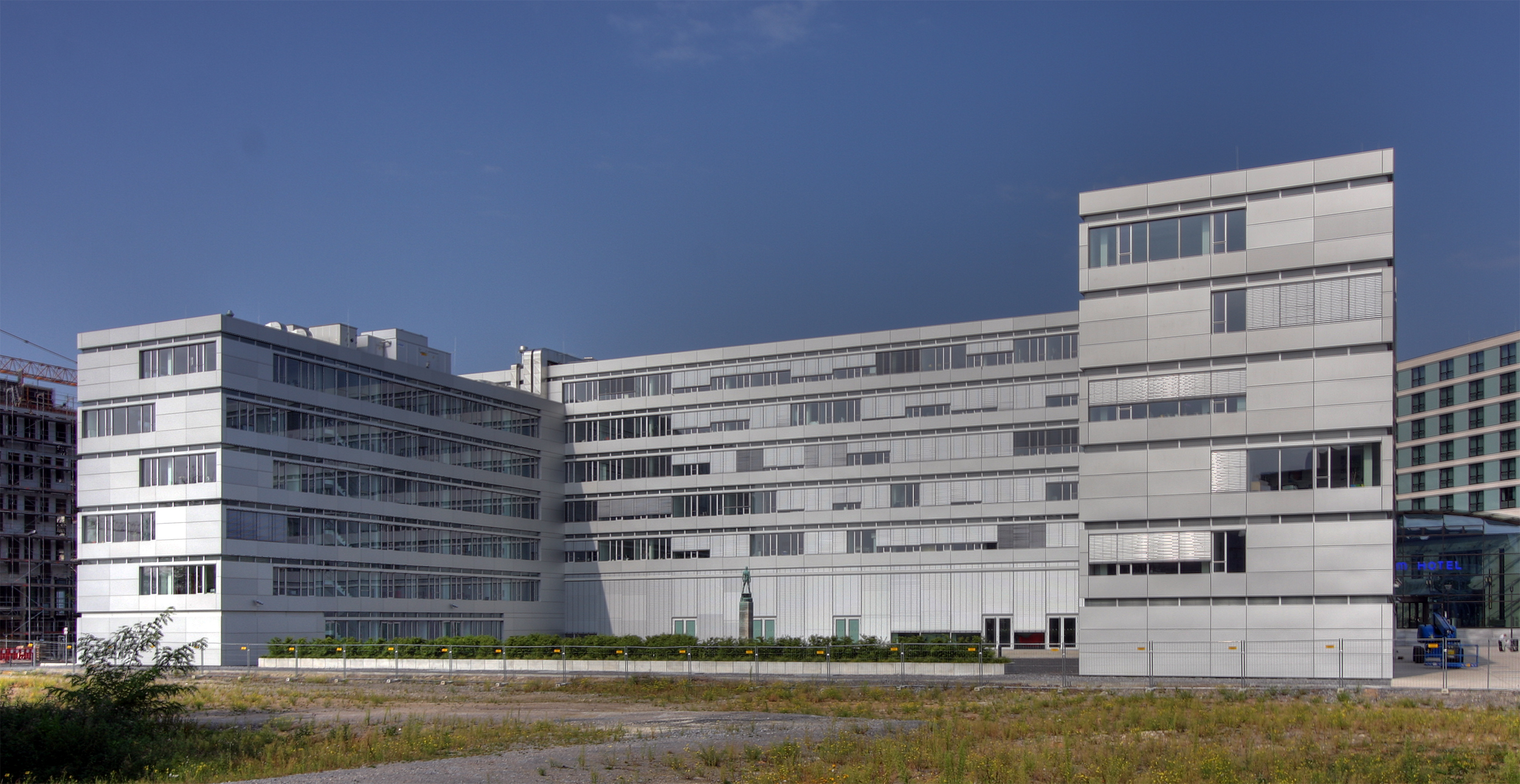
Budynek Centrum Technologicznego VDI w Düsseldorfie

Współcześnie VDI zrzesza ponad 100 tys. członków, nadal działając na obszarach przemysłu (techniki i zarządzanie), nauki i edukacji. Strukturę organizacyjną tworzy pięć prywatnych firm i dwa zarejestrowane stowarzyszenia:
– VDI Technologiezentrum GmbH,
– VDI Zentrum Ressourceneffizienz GmbH,
– VDI/VDE Innovation und Technik GmbH,
– VDI-Verlags-GmbH (joint venture pomiędzy VDI i Axel Springer Verlag),
– VDI VDI Versicherungsdienst GmbH,
– VDI Wissensforum GmbH,
– VDI e. V.,
– VDI Ingenieurhilfe e. V.
Współdziała z podobnymi jednostkami zagranicznymi w ramach VDI International Network. Odpowiedzialne stanowiska w VDI zajmują często profesorowie i inni pracownicy uczelni, dzięki czemu VDI realizuje politykę edukacyjną, np. kursy licencjackie i magisterskie, udział w akredytacji kierunków studiów na uczelniach niemieckich).
Jednym z głównych obszarów działalności jest wydawanie VDI-Richliniem, które są integralną częścią niemieckiej struktury techniczno-ekonomicznej. W wykazach wytycznych znajduje się ok. 2000 aktualnych dokumentów (stopniowo zastępujących wycofywane dokumenty archiwalne). Dotyczą różnych dziedzin techniki, np. problemów od zabezpieczania ładunków na pojazdach drogowych, poprzez testowanie światłowodów do problemów biomimetyki i metod monitorowania skutków wprowadzania GMO.
Komisja VDI, powołana do spraw zapobiegania zanieczyszczeniu powietrza, współdziała w dziedzinie normalizacji z Niemieckim Instytutem Normalizacyjnym (niem. Deutsches Institut für Normung, DIN); wspólna Kommission Reinhaltung der Luft (KRdL) opracowuje wytyczne techniczne VDI, normy DIN i oraz projekty norm EN i ISO. W zakresie kontroli jakości powietrza KRdL działa w imieniu państwa i jest finansowane przez rząd federalny (obsługuje Federalne Ministerstwo Środowiska, Ochrony Przyrody i Bezpieczeństwa Jądrowego).
The Springer-VDI-Verlag oferuje szeroki wachlarz specjalistycznych czasopism – naukowych, technicznych i inżynierskich – dotyczących np. budownictwa, produkcji, logistyki, energetyki, ochrony środowiska). 
VDI organizuje liczne konferencje, krajowe i międzynarodowe, np.
– Alloys in Power Plant Technology, Berlin, 12−13 czerwca 2012,
– Drive Trains of Wind Turbines, Hamburg, 19−20 czerwca 2012,
– Conventional Power Plant Technologies of the Next Generation, Hamburg, 20−21 czerwca 2012,
– Charging Infrastructure and Technology in Electromobility, Wiesbaden, 4−6 czerwca 2012
– Conference of the Wind Power Engineering Community, 18−19 czerwca 2013, Berlin,